# Milovan Zoričić
Milovan Zoričić (ur. 31 maja 1884 w Zagrzebiu, zm. 27 stycznia 1971 tamże) – chorwacki prawnik i działacz sportowy.
Ukończył studia na Uniwersytecie w Zagrzebiu, gdzie uzyskał doktorat nauk prawnych. Następnie przez dwa lata podróżował po Europie, po czym podjął pracę w administracji i sądownictwie Austro-Węgier. Jednocześnie był działaczem piłkarskim. w 1912 był założycielem i pierwszym prezesem Chorwackiego Związku Piłki Nożnej. Przetłumaczył na język chorwacki przepisy gry w piłkę nożną.
Od 1919 działał w Królestwie Serbów, Chorwatów i Słoweńców, a następnie (po zmianie nazwy) w Królestwie Jugosławii. Był m.in. prezesem Sądu Administracyjnego w latach 1929–1932 i 1935–1941. W 1932 Rada Ligi Narodów powołała Zoričicia w skład Komisji Rządzącej Terytorium Saary. Od 1935 był członkiem Stałego Trybunału Arbitrażowego. W 1936 był sędzią ad hoc Stałego Trybunału Sprawiedliwości Międzynarodowej w sprawach Pajcs, Csaky, Esterhazy oraz Losinger & Co. Od 1941 w czasie okupacji niemieckiej pozbawiony stanowisk i przejściowo (w 1944) aresztowany. W 1945 został sędzią Sądu Najwyższego, a w 1946 sędzią Międzynarodowego Trybunału Sprawiedliwości, w którym zasiadał do 1958.